# 塞瓦尔卡斯
塞瓦尔卡斯（Sewalkhas），是印度北方邦Meerut县的一个城镇。总人口18434（2001年）。

## 人口
该地2001年总人口18434人，其中男性9833人，女性8601人；0—6岁人口3937人，其中男2107人，女1830人；识字率33.02%，其中男性为42.67%，女性为21.99%。